# 5-я ударная армия
5-я ударная армия — оперативное формирование (объединение, армия) РККА в составе ВС СССР в годы Великой Отечественной войны.
Образована 9 декабря 1942 года приказом Ставки Верховного Главнокомандования преобразованием 10-й резервной армии.

## История
Сформирована 9 декабря 1942 года на основании директивы Ставки ВГК № 170699 от 8 декабря 1942 года в резерве ВГК на базе 10-й резервной армии. Первоначально в неё входили 87-я, 300-я и 315-я стрелковые дивизии, 4-й механизированный (2-го формирования) и 7-й танковый корпуса, ряд артиллерийских и других частей.
В составе Сталинградского фронта 2-го формирования, с 26 декабря 1942 года Юго-Западного фронта участвовала в разгроме тормосинской группировки противника.
В составе Южного фронта 2-го формирования (с 3 января 1943 года), 4-го Украинского фронта принимала участие в Ростовской наступательной операции, принимала участие в попытке прорыва сильноукрепленного оборонительного рубежа на реке Миус в ходе Миусской операции, участвовала в Донбасской стратегической и Мелитопольской наступательных операциях.
В 1944 года в составе 3-го Украинского фронта (с 29 февраля) армия участвовала в освобождении Правобережной Украины и в Ясско-Кишинёвской стратегической операции. 9 апреля 1944 года воины армии первыми ворвались на окраины Одессы, захватив большое количество трофеев. Утром 10 апреля наиболее отличившиеся воины соединения водрузили красное знамя на балконе театра оперы и балета.   
В начале сентября выведена в резерв Ставки ВГК, передислоцирована в район Ковеля и 30 октября включена в состав 1-го Белорусского фронта 2-го формирования.
В составе Сталинградского, Юго-Западного, Южного, 4-го Украинского, 3-го Украинского, 1-го Белорусского фронтов участвовала в Сталинградской битве, Ростовской операции, освобождении Левобережной и Правобережной Украины, Ясско-Кишинёвской, Висло-Одерской наступательных операциях, в боевых действиях по удержанию и расширению плацдарма в районе Кюстрина и в Берлинской стратегической наступательной операции.
С 10 июля 1945 года армия вошла в состав Группы советских оккупационных войск в Германии (управление — г. Шверин). Сводный полк 248-й стрелковой дивизии ударной армии, штурмовавшей Берлин, принимал участие в Параде Победы союзнических войск СССР, США, Великобритании и Франции под руководством Маршала Советского Союза Г. К. Жукова во Второй мировой войне, состоявшемся 7 сентября 1945 года в Берлине, у Бранденбургских ворот. Осенью 1945 года 89-я, 230-я и 416-я стрелковые дивизии были переформированы соответственно в 23-ю, 17-ю и 18-ю механизированные дивизии. В мае 1946 года из состава армии выведены 26-й стрелковый корпус и ряд дивизий. Армия расформирована в октябре 1946 года.

## Состав

### 1942 год
На момент создания в состав армии входили:
- 87-я стрелковая дивизия,
- 300-я стрелковая дивизия,
- 315-я стрелковая дивизия,
- 4-й механизированный корпус,
- 7-й танковый корпус,
- несколько артиллерийских и других частей.[4]

### На 1 апреля 1944 года[5]
- 10-й гвардейский стрелковый корпус в составе 86-й, 320-й стрелковых, 109-й гвардейской стрелковой дивизий
- 37-й гвардейский стрелковый корпус в составе 49-й, 248-й, 416-й стрелковых, 108-й гвардейской стрелковой дивизий
- 295-я стрелковая дивизия
- 1-й гвардейский укпрепрайон
- 92-й гвардейский корпусной артполк
- 110-й гвардейский пушечный арполк
- 880-й, 1162-й пушечные артполки
- 274-й гаубичный артполк
- 7-й истребительно-противотанковая артбригада
- 507-й, 521-й истребительно-противотанковые артполки
- 489-й миномётный полк
- 1617-й зенитный артполк
- 130-й, 827-й отдельные инженерные батальоны
- 121-й понтонно-мостовой батальон
- 5-й отдельный огнемётный батальон

### 1945 год
- 26-й гвардейский стрелковый корпус
- 9-й стрелковый корпус
- 32-й стрелковый корпус
- 11-й танковый корпус
- 61-я инженерно-сапёрная бригада
- 4-я гвардейская истребительно-противотанковая артиллерийская бригада
- 44-я гвардейская пушечная артиллерийская бригада
- 396-й гвардейский самоходный артиллерийский полк: командир -  подполковник Наруцкий, Деонисий Сильвестрович
- другие соединения и части:
  - 489-й миномётный полк: командир - полковник Котов, Борис Владимирович[6]
  - 8-й отдельный Кишинёвский[7] ордена Красной Звезды[8]полк связи
  - 580-я отдельная армейская авиационная ордена Красной Звезды эскадрилья связи

## Подчинение
В составе:
- РВГК
- Сталинградского фронта
- Юго-Западного фронта
- Южного фронта
- 4-го Украинского фронта
- 3-го Украинского фронта
- 1-го Белорусского фронта
- ГСОВГ

## Командование

### Командующий
- генерал-лейтенант М. М. Попов (декабрь 1942 года);
- генерал-лейтенант, с сентября 1943 года генерал-полковник В. Д. Цветаев (декабрь 1942 года — май 1944 года);
- генерал-лейтенант, с апреля 1945 года генерал-полковник Н. Э. Берзарин (май 1944 года — июнь 1945 года).
- генерал-полковник А. В. Горбатов (июнь 1945 года — октябрь 1946 года).

### Член Военного совета
- полковник, с марта 1943 года генерал-майор И. Б. Булатов (декабрь 1942 года — октябрь 1944 года);
- генерал-лейтенант Ф. Е. Боков (октябрь 1944 года — до конца войны).

### Начальник штаба
- полковник В. Ф. Богданович (декабрь 1942 года);
- генерал-майор А. К. Кондратьев (декабрь 1942 года — август 1943 года);
- полковник А. П. Пенчевский (август 1943 года — февраль 1944 года);
- генерал-майор И. И. Варфоломеев (февраль-июнь 1944 года);
- полковник, с сентября 1944 года генерал-майор А. М. Кущев (июнь 1944 года — до конца войны).

#### Начальник разведотдела
- полковник Синяев, Анатолий Дмитриевич (май 1945 года)[9]

Зам. командующего по тылу: бригадный комиссар Новожонов

#### Начальник автомобильного отдела
- подполковник Рощупкин Михаил Дмитриевич[10].

#### Начальник оперативного отдела
- подполковник Гвоздикин, Дмитрий Александрович (октябрь 1943 года)[11]
- полковник Петров, Сергей Петрович (весна 1945 года)[12]

### Командующий артиллерией
- генерал-майор артиллерии И. В. Бельцов (1943)
- генерал-майор (с 11.07.1945 - генерал-лейтенант), Герой Советского Союза П. И. Косенко (с начала 1944 года)

### Командующий БТ и МВ
- полковник Черник, Георгий Иванович (....06.1943 - 20.05.1944)[13][14]
- генерал-майор Б. А. Анисимов (с августа 1944 года)

### Начальник инженерных войск
- полковник (с 13.09.1944 года — генерал-майор) Фурса, Дмитрий Трофимович (с 25 сентября 1943 года)[15].

### Начальник отдела связи
- полковник Фалин Вениамин Васильевич[16].

### Военный прокурор
- Котляр Николай Михайлович, подполковник юстиции. Первый военный прокурор Берлина.

## Отличившиеся воины
Герой Советского Союза Берзарин, Николай Эрастович — командующий армией (май 1944 года — июнь 1945 года). 
Герой Советского Союза Ивин, Тимофей Фёдорович — командир дивизиона 489-го миномётного полка (Указ Президиума Верховного Совета СССР от 24 марта 1945 года).